# Pabstiella yauaperyensis
Pabstiella yauaperyensis là một loài thực vật có hoa trong họ Lan. Loài này được (Barb.Rodr.) F.Barros mô tả khoa học đầu tiên năm 2002.